# Skierka philippinensis
Skierka philippinensis är en svampart som beskrevs av Mains 1939. Skierka philippinensis ingår i släktet Skierka och familjen Pileolariaceae.   Inga underarter finns listade i Catalogue of Life.